# Hypoleria coenina
Hypoleria coenina är en fjärilsart som beskrevs av William Chapman Hewitson 1872. Hypoleria coenina ingår i släktet Hypoleria och familjen praktfjärilar. Inga underarter finns listade i Catalogue of Life.